# هایت ریجنسی پاریس ایتویل
هایت ریجنسی پاریس ایتویل (انگلیسی: Hyatt Regency Paris Étoile) ساختمان ۳۳ طبقه با کاربری هتل است، که در سال ۱۹۷۴ احداث گردید.